# Miłość i przyjaźń
Miłość i przyjaźń – dziewiąty album polskiego zespołu Verba, wydany 21 stycznia 2014 roku.
Nagrania dotarły do 10. miejsca zestawienia OLiS. W maju 2014 roku zespół wydał reedycję płyty, na której znajduje się dziesięć nowych utworów i dwa nagrane dla fanów, które nie znalazły się na reedycji, jednak zostały umieszczone w serwisie YouTube (utwory "Wiara gubi" i "Wyrzuty sumienia").

## Lista utworów
- Miłość i przyjaźń

1. Wstyd (3:58)
2. Jesteś daleko (3:05)
3. Kuloodporny (3:20)
4. Miłość i nienawiść (3:10)
5. Love song dla ciebie (3:47)
6. Nie wierzę już w miłość (3:02)
7. Naprawię to (3:24)
8. Jak tytani (2:48)
9. Kup mi piwo! – przerwa w pracy 3 (2:28)
10. Schłodzone zero siedem (3:47)
11. Przytulamy się (3:05)
12. Nie było dane nam (3:37)
13. Trudna miłość (2:55)
14. Ludzie biedni (3:00)
15. Nie płacz za mną (3:11)
16. Jesteśmy tacy sami (2:59)
17. Zdradziłeś ją (3:17)
18. Młode wilki X (4:15)

- Reedycja płyty (Miłość i przyjaźń – edycja specjalna)

1. Bandyta
2. Marzę
3. Znamy to
4. Była zaje**sta
5. Tablica uczuć
6. Mówiła "Wbijam w to"
7. Przyjaciółki
8. Słońce na plaży
9. Tylko z tobą
10. Ślub